# Eschersheim
Eschersheim, Frankfurt-Eschersheim – 28. dzielnica (Stadtteil) miasta Frankfurt nad Menem, w Niemczech, w kraju związkowym Hesja. Należy do okręgu administracyjnego Mitte-Nord.
W dzielnicy znajduje się przystanek kolejowy Frankfurt-Eschersheim.